# Susie O'Neill
Susan O'Neill (Brisbane, 2 de agosto de 1973) es una exnadadora australiana especializada en pruebas de estilo mariposa y estilo libre, donde consiguió ser campeona olímpica en 2000 en los 200 metros.

## Carrera deportiva
En los Juegos Olímpicos de Barcelona 1992 ganó la medalla de bronce en los 200 metros mariposa, con un tiempo de 2:09.03 segundos, tras la estadounidense Summer Sanders y la china Wang Xiaohong.
Cuatro años después, en los Juegos Olímpicos de Atlanta 1996 ganó tres medallas: oro en 200 metros mariposa, plata en relevos de 4 x 100 metros estilos y bronce en relevos de 4x200 metros estilo libre.
Y en los Juegos Olímpicos de Sídney 2000 ganó la medalla de oro en los 200 metros estilo libre, con un tiempo de 1:58.24 segundos, por delante de la eslovaca Martina Moravcová y de la costarricense Claudia Poll (bronce con 1:58.81 segundos); asimismo ganó la plata en los 200 metros mariposa, con un tiempo de 2:06.58 segundos, tras la estadounidense Misty Hyman y por delante de su paisana australiana Petria Thomas. Además, junto a su equipo en las pruebas de relevos, ganó otras dos medallas de plata: en los 4x200 metros —tras Estados Unidos y por delante de Alemania— y en los relevos 4 x 100 metros estilos, de nuevo tras Estados Unidos y por delante de Japón.